# مسجد نو بازار
مسجد نو بازار (بالفارسية: مسجد نو بازار) هو مسجد تاريخي يعود إلى عصر القاجاريون، ويقع في أصفهان.